# Embelia obtusiuscula
Embelia obtusiuscula är en viveväxtart som beskrevs av Carl Christian Mez. Embelia obtusiuscula ingår i släktet Embelia och familjen viveväxter. Inga underarter finns listade i Catalogue of Life.